# Оуян Цяньсэнь
Оуя́н Цяньсэ́нь (кит. упр. 欧阳黔森, пиньинь Ōuyáng Qiánsēn; род. октябрь 1965 года, уезд Тунжэнь пров. Гуйчжоу, КНР) — китайский писатель. Депутат Всекитайского собрания народных представителей XI (2008—2013), XII (2013—2018) и XIII созывов (c 2018). Председатель Союза писателей Гуйчжоу, член правления Союза китайских писателей.

## Биография
Впервые начал писать в 1977 году. После окончания института, почти десять лет отработал геологом. Его многочисленные рассказы публиковались в крупных литературных журналах «Народная литература» (人民文学), «Октябрь» (十月), «Китайские писатели» (中国作家), «Синьхуа вэньчжай» (新华文摘) и других. Автор нескольких крупных романов. Получил множество литературных наград и премий. Написал сценарии для нескольких китайских сериалов и кинофильмов.

## Основные работы
- «Много добра, мало зла» (2002, 白多黑少)
- «Вкус» (2003, 味道),
- «Дуаньхэ» (2003, 断河),
- «Забить собаку» (2008, 敲狗),
- роман «Не время для любви» (2004, 非爱时间)

## Кино и телевидение
| Год  | Название                            | Оригинальное название | Сценарист | Примечание |
| ---- | ----------------------------------- | --------------------- | --------- | ---------- |
| 2006 | Пусть перевал этот труден и сложен  | 雄关漫道              | Да        | тв сериал  |
| 2008 | Опасная зона. В поисках жизни       | 绝地逢生              | Да        | тв сериал  |
| 2010 | Госпожа Ше Сян                      | 奢香夫人              | Да        | тв сериал  |
| 2010 | Пэнсуйское восстание Ци Цзисюня     | 旷继勋蓬遂起义        | Да        |            |
| 2011 | Фанцзиншаньская история             | 风雨梵净山 / 烽火燃情 | Да        | тв сериал  |
| 2011 | Чудесное путешествие / Под облаками | 云下的日子            | Да        |            |
| 2011 | Вместе / День, чтобы выжить         | 幸存日                | Да        |            |
| 2014 | 24 поворота                         | 二十四道拐            | Да        | тв сериал  |

## Переводы на русский язык
- Много добра, мало зла / Пер. И. А. Егорова // Много добра, мало зла. Китайская проза ХХ — начала XXI века. — СПб.: Институт Конфуция в СПбГУ; КАРО, 2013 г.
- Дуаньхэ / Пер. И. А. Егорова // Много добра, мало зла. Китайская проза ХХ — начала XXI века. — СПб.: Институт Конфуция в СПбГУ; КАРО, 2013 г.